# Schiau (gmina Valea Călugărească)
Schiau – wieś w Rumunii, w okręgu Prahova, w gminie Valea Călugărească. W 2011 roku liczyła 34 mieszkańców.